# Bärenthal (Badenia-Wirtembergia)
 Bärenthal  – miejscowość i gmina w Niemczech, w kraju związkowym Badenia-Wirtembergia, w rejencji Fryburg, w regionie Schwarzwald-Baar-Heuberg, w powiecie Tuttlingen, wchodzi w skład związku gmin Donau-Heuberg. Leży w Jurze Szwabskiej, w Parku Natury Górnego Dunaju, nad Bärą, ok. 14 km na północny wschód od Tuttlingen. 70% gminy stanowią lasy.